# Minnie Nast

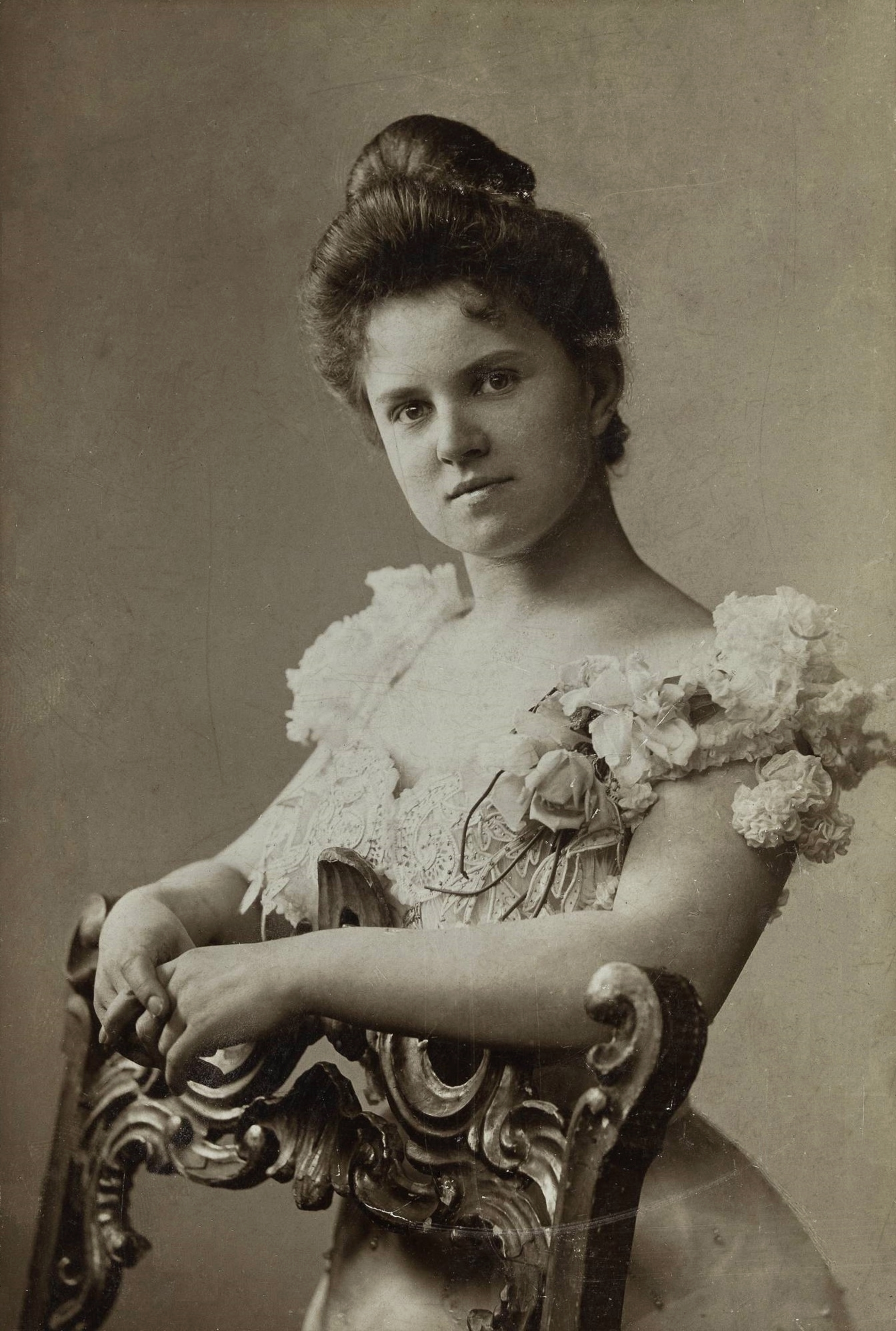
Minnie Nast, 1899
Nationalmuseum Warschau

Minnie Helena von Frenckell-Nast (10. Oktober 1874 in Karlsruhe – 20. Juni 1956 in Füssen) war eine deutsche Opernsängerin im Stimmfach Koloratursopran, die mehr als zwanzig Jahre an der Sächsischen Hofoper in Dresden engagiert war. Sie war 1911 die Sophie in der Uraufführung des Rosenkavaliers von Hugo von Hofmannsthal und Richard Strauss.
Sie wurde zur Kgl. Sächs. Kammersängerin ernannt und 1919 zum Ehrenmitglied der Semperoper.

## Leben und Werk
Helene Mina Nast wurde in Karlsruhe geboren. Ihr Vater war Karl Nast, Geiger im Orchester des dortigen Großherzoglichen Hoftheaters, ihre Mutter die Chorsängerin Adelheid Nast, geb. Rupp. Sie studierte am Karlsruher Konservatorium bei Hermann Rosenberg und bei Bianca Bianchi in Salzburg. 1897 debütierte sie am Stadttheater Aachen, 1898 wurde sie in das Ensemble der Dresdner Hofoper aufgenommen, dem sie bis zu ihrem Rückzug von der Bühne im Jahr 1919 angehörte. 
1905 heiratete sie den späteren finnischen Konsul und Filialdirektor eines Bankhauses Karl Franz Robert von Frenckell (* 1880 Helsinki; † 1952 Frankfurt am Main) in der Dresdner Lukaskirche. Die Opernchronisten Kutsch/Riemens beschreiben sie „als gefeiertes Mitglied“ der Hofoper und merken weiters an: „Hoch musikalischer, ausdrucksgewandter Koloratursopran. [...] Man bewunderte namentlich ihre Kunst des Mozart-Gesanges.“ Sie sang in einer Reihe von Ur- und Erstaufführungen, reüssierte sowohl in komischen Opern als auch in tragischen und ihr Repertoire reichte vom Cherubino in Figaros Hochzeit über den Sophie im Rosenkavalier bis zu den Puccini-Heroinen Mimi (in La Bohème) und Madame Butterfly. Sie war übrigens die erste Cio-Cio-San Dresdens. Allgemein gelobt wurde die „Lebendigkeit und Liebenswürdigkeit ihrer Darstellungsweise, d[ie] ungemein frische, anmutige Stimme und de[r] Reiz ihrer jugendlichen, eleganten Erscheinung“, so das Dresdner Frauenstadtarchiv. Neben ihrer Tätigkeit an der Sächsischen Hofoper konnte sie vielen Gastspieleinladungen nachkommen, sie sang beispielsweise ab 1902 bei den Wagner-Festspielen in Amsterdam, 1903 in Prag, 1905 in Kanada und in den Vereinigten Staaten, 1906 in Berlin und Wien, weiters in München, St. Petersburg und Helsinki. Nach einem Schiffsunglück im Jahr 1907, bei dem mehrere ihrer Kollegen ums Leben kamen, beschloss sie, keine Ozeanreisen mehr zu unternehmen. 1919 verabschiedete sie sich als Mimi vom Dresdner Publikum. Danach wirkte sie als Gesangspädagogin, verließ die Stadt jedoch nach der Bombardierung Dresdens in der Nacht vom 13. auf 14. Februar 1945, bei welcher auch ihr Haus zerstört wurde.
Die Künstlerin war – zusammen mit ihrem Ehemann – in der Esperanto-Bewegung aktiv und nahm 1908 am 4. Esperanto-Weltkongress in Dresden teil.

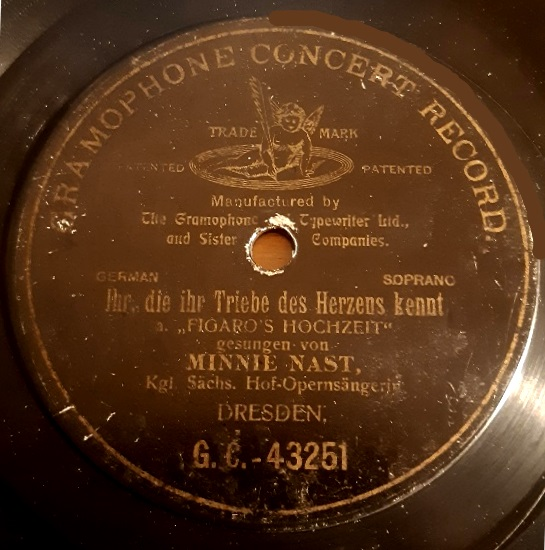
Schallplatte von Minnie Nast (Dresden 1902)

Minnie Nast hinterließ Schallplatten für G&T (Dresden 1902, Berlin 1905 & 1907), Odeon (Berlin 1907 und 1910–11), Gramophone (Dresden 1908 und Berlin 1908–11, hier u. a. Micaela in vollständiger „Carmen“), Pathé (Berlin 1910) und Polyphon (Berlin 1910).

## Rollen (Auswahl)
Uraufführungen
Alle hier gelisteten Uraufführungen fanden alle an der Dresdner Hofoper im Sempergebäude statt:
- 1901 Strauss: Feuersnot (21. November)
- 1902 Blech: Das war ich (6. Oktober)
- 1903 Blech: Alpenkönig und Menschenfeind (1. Oktober)
- 1905 Heuberger: Barfüßele (11. März)
- 1909 Strauss: Elektra (25. Januar) – als Fünfte Magd
- 1911 Strauss: Der Rosenkavalier (26. Januar) – als Sophie
- 1913 Künneke: Coeur As
- 1916 Brandts-Buys: Die Schneider von Schönau (1. April) – als Veronika Schwälble

Repertoire
| Auber: - Zerline in Fra Diavolo Bizet: - Micaëla in Carmen Gounod: - Margarete in Faust Engelbert Humperdinck: - Gretel in Hänsel und Gretel Kreutzer: - Gabriele in Das Nachtlager in Granada Lortzing: - Marie in Zar und Zimmermann - Marie in Der Waffenschmied Mascagni: - Lola in Cavalleria rusticana Meyerbeer: - Page in Die Hugenotten |  | Mozart: - Cherubino in Hochzeit des Figaro - Zerline in Don Giovanni - Pamina in Die Zauberflöte Puccini: - Mimì in La Bohème - Titelpartie in Madame Butterfly Thomas: - Titelpartie in Mignon Wagner: - Eva in Die Meistersinger von Nürnberg - Stimme des Waldvogels in Siegfried Verdi: - Oscar in Ein Maskenball Weber: - Ännchen in Der Freischütz |

## Tondokumente
Discogs verzeichnet nur ein Album, herausgegeben vom österreichischen Label Court Opera Classics, mit Arien und Duetten aus Opern von Auber, Bizet, Gounod, Kreutzer, Lortzing, Mascagni, Meyerbeer, Mozart, Puccini, Thomas, Verdi und Weber. Ihre Duettpartner waren die Sopranistin Riza Eibenschütz und der Tenor Johannes Sembach. Bekannter als diese Kompilation sind eine sehr frühe Gesamtaufnahme und ein mehrere Szenen umfassender Opernausschnitt:
- Bizet: Carmen, erste Gesamtaufnahme des Werkes, Oktober 1908 (in deutscher Sprache), aufgezeichnet von der Gramophone and Typewriter Company – als Micaëla
- Strauss: Der Rosenkavalier, 1911, Szenen mit Margarethe Siems und Eva von der Osten (Besetzung der Dresdner Uraufführung), für Gramophone und Odeon – als Sophie

Insgesamt liegen folgende Aufzeichnungen vor: G&T (Dresden 1902, Berlin 1905–07), Odeon (Berlin 1907 und 1910–11), Gramophone (Dresden 1908, Berlin 1908–11) und Polyphon (Leipzig 1910).

## Auszeichnungen
- Königlich Sächsische Kammersängerin
- Ehrenmitglied der Semperoper
- Bürgerliche goldene Medaille Bene merentibus des Königlichen Hauses Sachsen
- Silberne Medaille mit der Krone für Kunst und Wissenschaft (Sachsen-Altenburg)
- Goldene Medaille für Kunst und Wissenschaft (Sachsen-Altenburg)
- Ludwigsorden des Königreichs Bayern
- Fürstlich Lippischer Hausorden Goldenes Verdienstkreuz mit Krone
- Große Goldene Medaille für Kunst und Wissenschaft (Mecklenburg-Schwerin)
- Kaiser-Franz-Joseph-Zivil-Verdienstkreuz mit der Krone (Österreich-Ungarn)
- Ehrenkreuz für freiwillige Wohlfahrtspflege im Kriege